# Газоанализатор
Газоанализа́тор — измерительный прибор, анализатор для определения качественного или количественного состава смесей газов.
Существуют газоанализаторы ручного действия и автоматические. Среди первых наиболее распространены такие абсорбционные газоанализаторы, в которых компоненты газовой смеси последовательно поглощаются различными реагентами. Автоматические газоанализаторы непрерывно измеряют какую-либо физическую или физико-химическую характеристику газовой смеси или её отдельных компонентов.

## Классификация газоанализаторов
По принципу действия автоматические газоанализаторы могут быть разделены на 3 группы:
1. Приборы, основанные на физических методах анализа, включающих вспомогательные химические реакции. При помощи таких газоанализаторов, называемых объёмно-манометрическими или химическими, определяют изменение объёма или давления газовой смеси в результате химических реакций её отдельных компонентов.
2. Приборы, основанные на физических методах анализа, включающих вспомогательные физико-химические процессы (термохимические, электрохимические, фотоионизационные, фотоколориметрические, хроматографические и др.). Термохимические, основанные на измерении теплового эффекта реакции каталитического окисления (горения) газа, применяют главным образом для определения концентраций горючих газов (например, опасных концентраций окиси углерода в воздухе). Электрохимические позволяют определять концентрацию газа в смеси по значению электрической проводимости раствора, поглотившего этот газ. Фотоионизационные, основанные на измерении силы тока, вызванного ионизацией молекул газов и паров фотонами, излучаемыми источником вакуумного ультрафиолетового (ВУФ) излучения — ВУФ-лампы. Фотоколориметрические, основанные на изменении цвета определённых веществ при их реакции с анализируемым компонентом газовой смеси, применяют главным образом для измерения микроконцентраций токсичных примесей в газовых смесях — сероводорода, окислов азота и др. Хроматографические наиболее широко используют для анализа смесей газообразных углеводородов.
3. Приборы, основанные на чисто физических методах анализа (термокондуктометрические, денсиметрические, магнитные, оптические и др.). Термокондуктометрические, основанные на измерении теплопроводности газов, позволяют анализировать двухкомпонентные смеси (или многокомпонентные при условии изменения концентрации только одного компонента). При помощи денсиметрических газоанализаторов, основанных на измерении плотности газовой смеси, определяют главным образом содержание углекислого газа, плотность которого в 1,5 раза превышает плотность чистого воздуха. Магнитные газоанализаторы применяют главным образом для определения концентрации кислорода, обладающего большой магнитной восприимчивостью. Оптические газоанализаторы основаны на измерении оптической плотности, спектров поглощения или спектров испускания газовой смеси. При помощи ультрафиолетовых газоанализаторов определяют содержание в газовых смесях галогенов, паров ртути, некоторых органических соединений.

На данный момент[когда?] наиболее распространены приборы из двух последних групп, а именно электрохимические и оптические газоанализаторы. Такие приборы способны обеспечить контроль концентрации газов в режиме реального времени.
Приборы газового анализа также могут быть классифицированы:
- по функциональным возможностям (индикаторы, течеискатели, сигнализаторы, газоанализаторы);
- по конструктивному исполнению (стационарные, переносные, портативные);
- по количеству измеряемых компонентов (однокомпонентные и многокомпонентные);
- по количеству каналов измерения (одноканальные и многоканальные);
- по назначению (для обеспечения безопасности работ, для контроля технологических процессов, для контроля промышленных выбросов, для контроля выхлопных газов двигателей внутреннего сгорания, для экологического контроля).

Существуют приборы, которые, благодаря своей уникальной конструкции и программному обеспечению способны в реальном времени проводить анализ нескольких компонентов газовой смеси одновременно (в многокомпонентных газоанализаторах), при этом записывая в память результаты измерений. Такие газоанализаторы используются в промышленности, где необходимо непрерывно получать информацию о вредных выбросах или контролировать технологический процесс в режиме реального времени.
Анализ проводится также и для компонентов, которые ранее можно было определить лишь другими методами и др., в коррозийных газах и других агрессивных средах. Такие приборы, в зависимости от исполнения, применяются и в качестве систем непрерывного мониторинга газов в промышленности, и в качестве портативных приборов для исследований или экологического мониторинга.

### Газоанализаторы химические
Газоанализаторы химические, относятся к группе механических приборов. Принцип измерения основан на измерении сокращения объёма забранной пробы газа после удаления анализируемого компонента либо иных газов в смеси. В газоанализаторах этого типа применяется метод избирательного поглощения (или селективного дожигания) для удаления анализируемого компонента. Этот метод применим и для переносных ручных газоанализаторов (ГХП2 И ГХП3), и для автоматических. Недостаток этих газоанализаторов состоит в периодичности действия прибора и низкой скорости работы (20-30 анализов в час).

### Тепловые газоанализаторы
Тепловые газоанализаторы делятся на два основных подвида: термокондуктометрические и термохимические газоанализаторы. Газоанализаторы этих типов измеряют тепловые свойства определяемого компонента газовой смеси, являющихся мерой их концентрации. Измеряемой величиной приборов этих типов является теплопроводность газовой смеси и полезный тепловой эффект реакции каталитического окисления. Эти параметры зависят от концентрации определяемого компонента. Термокондуктометрические газоанализаторы можно применять при анализе многокомпонентной газовой смеси по её теплопроводности при условии, что все компоненты газовой смеси, кроме определяемого, имеют одинаковую теплопроводность.

### Магнитные газоанализаторы
В этих приборах измеряют магнитные свойства газов характеризующихся разными значениями объёмной магнитной восприимчивости и удельной (или массовой) магнитной восприимчивости. Это обычно газоанализаторы свободного кислорода, обладающего сравнительно большой относительно других газов парамагнитной восприимчивостью.

### Оптические газоанализаторы
Принцип действия основан на измерении оптических свойств анализируемой газовой смеси. В газоанализаторах используются следующие оптические свойства: спектральное поглощение, оптическая плотность, показатель преломления и спектральное излучение. Выделяют основные три группы оптических газоанализаторов:
- Абсорбционные (поглощение лучистой энергии во всех областях спектра).
- Интерферометрические (смещение интерферентных полос в интерферометре вызванное изменение показателя преломления).
- Эмиссионные (излучение лучистой энергии)[2].

## Поверка газоанализаторов
Для метрологической поверки газоанализаторов используют поверочные газовые смеси. Данные смеси получают путём точного дозирования компонентов смеси в различных соотношениях. Готовят их в стальных баллонах малой и средней ёмкости (от 4 до 40 л), снабжённых мембранными вентилями. Давление смеси в баллоне 5 или 11 МПа (50 или 100 кгс/см²). Газовые смеси создают на основе промышленных газов Н2, О2, N2, воздуха, CH4, CO, CO2, NO, NO2, Ar в диапазоне от 0,001 до 99 % 

## Применение газоанализаторов
- Экология и охрана окружающей среды: определение концентрации вредных веществ в воздухе.
- В системах управления двигателями внутреннего сгорания, например, лямбда-зонд) и регулирования процесса горения в котлах теплоэлектростанций.
- На химически опасных производствах.
- При определении утечек в холодильном оборудовании (так называемые фреоновые течеискатели).
- При определении утечек в газовом и вакуумном оборудования (обычно используются гелиевые течеискатели).
- На взрывоопасных и пожароопасных производствах для определения содержания горючих газов в процентах от НКПР.
- В дайвинге для определения состава газовой смеси в баллонах для погружений;
- В подвалах, колодцах, приямках перед проведением работ.
- В медицине, «мультигаз» обеспечивает контроль концентрации газов в дыхательном контуре при проведении анестезии.
- На транспорте, при обеспечении безопасности перевозок (поиск взрывчатых веществ, наркотиков).

Многие современные газоанализаторы часто имеют дополнительные функции, например:
- Измерение дифференциального давления газа для измерения расхода газа.
- Определение скорости и объёмного расхода газового потока.
- Определение расхода газа/бензина.
- Встроенную память.
- Интерфейс, также беспроводной интерфейс, для передачи данных на компьютер.
- Статистическая обработка результатов измерений.
- Расчёт массового выброса вредных веществ.